# クリント・デンプシー
クリント・デンプシー（ Clint Dempsey  、1983年3月9日 - ）は、アメリカ合衆国テキサス州出身の元サッカー選手。元アメリカ代表。現役時代のポジションはフォワード、ミッドフィールダー。ランドン・ドノバンと並び、アメリカ代表における歴代最多得点記録保持者である。

## 経歴
テキサス州ナコドチェスで生まれ育った。幼少時代はトレーラーパークにすんでいたため、兄弟や地元の子供達といつでも好きな時にサッカーが出来る環境であった。

### ユース
サッカーの才能を伸ばすため、兄につれられ、故郷から3時間もかかるダラス・テキサンズという少年サッカークラブのトライアウトを受け合格する。比較的に早い年齢からクラブチームでサッカーを始めたが、たびたびクラブの練習を休むことがあった。さらに不幸なことに、1995年11月27日に姉が脳動脈瘤に突然かかり死去。その後、家族の援助もあり、Dallas Texansでプレーを再開した。後キャプテンとチーム得点王にもなった。また、出場したタンパベイ・サンボウルでは、MVPに選ばれる。ファーマン大学に入学後3シーズンで、62試合中61試合出場17ゴールを決め、中心選手として活躍する。

### クラブ

#### ニューイングランド・レボリューション
2004年のMLSスーパードラフトでニューイングランド・レボリューションに8番目に指名され、プロ選手としてのキャリアをスタートさせる。新人選手でありながら攻撃の核として活躍した。シーズン途中で顎骨を骨折して離脱した期間がありながらも、7ゴールをあげ、その年の新人王に選ばれる。しかし、その年のD.C. ユナイテッド戦で決定的なPKを外し、MLSカップに導く事はできなかった。2005年シーズンは、10ゴール、9アシストの活躍をみせ、MLSオールスターゲームでは後に所属するフラムFCに対して、勝ち越しを決めるゴールを得点する。また、シカゴ・ファイアー戦でのゴールによりMLSカップに導く。その年のMLSベストイレブンに選出。

#### フラム

##### 2006-07シーズン

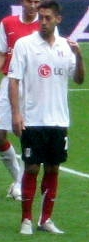
2007年、フラムFCでプレー中のデンプシー

2006年末、イングランドのフラムFCは、400万ドルの移籍金をMLSに提示。MLS側も了承し、2007年1月2日に移籍が決定する。1月10日、イギリス内務省はデンプシーに外国人用労働許可証を与え、イングランドでのプレーが可能となる。1月20日、トッテナム・ホットスパー戦に出場しプレミアリーグデビューをはたす。5月5日、リヴァプールFC戦で4分に交代出場し、ゴールを決めフラムFCの1-0での勝利に貢献する。このゴールはチームの残留を決定付ける重要なものとなった。

##### 2007-08シーズン
開幕3試合ではスターティング・メンバーに入らなかったが、ブライアン・マクブライドの負傷後にセカンドトップとして起用された。アストン・ヴィラ戦で得点したものの、試合には2-1で敗れた。9月1日、トッテナム戦で得点し3-3の引き分けに持ち込む。その二週間後にはウィガン・アスレティック戦で先制点をあげる（試合は1-1の引き分け）。9月29日、チェルシーFC戦でチェルシーDFジョン・テリーと空中で激しく衝突した。その後ジョン・テリーは交代させられるが、空中で衝突した際に意図的に肘を使っていたのではないかという声があがった。しかし、そのことを主審のマーティン・アトキンソンはイングランドサッカー協会に報告しなかったため罰せられなかった。11月3日、ホームでレディングを迎えた試合で得点し、3-1で勝利しチームはリーグ戦2勝目をあげる。12月、1-1で引き分けたホームのウィガン戦、5-1で敗れたアウェーのトッテナム戦で得点する。2008年5月、クラブとの2010年の夏までの契約延長を締結した。リーグ最終節でポーツマスFCに勝利し、プレミアリーグ残留を決めた。デンプシーは6得点でチーム得点王となった。

##### 2008-09シーズン
開幕から先発出場を続けたが、なかなか得点を奪えなかった。10月26日、アウェーのポーツマス戦でシーズン初得点をあげる。12月20日のミドルスブラ戦でゾルターン・ゲラと交代し、ホーム初得点を決めた。その8日後、ホームのチェルシーFC戦で土壇場にゴールを決め、2得点の大活躍でウェスト・ロンドン・ダービーを引き分けに持ち込む。2009年2月24日、FAカップ5回戦ホームのスウォンジ・シティAFC戦で得点し、2-1で勝利した。4月12日、アウェーのマンチェスター・シティ戦で2得点を決め、3-1の勝利に貢献。結局このシーズンはリーグ戦でアンディ・ジョンソンと並ぶチーム最多タイとなる7得点をあげた。これらの活躍もあり、クラブは歴代最高位となるイングランド7位でシーズンを終え、翌シーズンから新設されたUEFAヨーロッパリーグの出場権を獲得した。

##### 2009-10シーズン
2009年8月13日、クラブとの2013年までの契約延長を締結した。8月20日、UEFAヨーロッパリーグのプレーオフでFCアムカル・ペルミと対戦し、欧州カップ戦初ゴールを決めた（試合は3-1でフラムFCが勝利）。12月30日、イタリアのスポーツ新聞ガゼッタ・デロ・スポルトのプレミアリーグのシーズンベストイレブンに選出された。2010年1月17日、ブラックバーン・ローヴァーズFC戦で膝の靭帯損傷する怪我を負った（試合は2-0で敗北）。3月11日、アウェーのユヴェントスFC戦でロスタイムに出場し復帰した。その後リーグ戦のマンチェスター・ユナイテッド戦で72分間プレーした。3月18日、UEFAヨーロッパリーグの決勝トーナメント（16強）第2節ユヴェントスFC戦で途中出場し、長い距離からチップキックでゴールを決め4-1の勝利に貢献した。この試合のフラムFCとデンプシーのプレーはESPNの記者から「ワンダフル！」と賞賛された。ガーディアン紙は「このゴールはフラムFCの歴史の中で最も有名なゴールになるかもしれない。」と示唆した。5月12日、UEFAヨーロッパリーグ決勝のアトレティコ・マドリード戦で55分にボビー・ザモラと交代し、欧州の主要大会の決勝に出場した最初の米国人選手となった。試合はアトレティコ・マドリードのFWディエゴ・フォルランが延長116分に決勝ゴールを決め、2-1で敗れ優勝を逃した。このシーズンの彼のパフォーマンスはSoccerOverThere.com他、さまざまな媒体において、ヨーロッパでプレーするアメリカ人選手のMVPに選出された。

##### 2010-11シーズン
最初の2試合は2010 FIFAワールドカップ直後のため、ベンチに座ることとなった。2010年9月18日、敵地イーウッド・パークでブラックバーン・ローヴァーズFCと対戦し、56分に同点ゴールを決め1-1の引き分けに貢献した。このゴールでプレミアリーグにおいてのクラブの連続無敗記録を継続した。10月2日、ウェストハム・ユナイテッド戦でW杯でゴールを奪ったロバート・グリーンからまたしても得点した。その後は10月30日のウィガン・アスレティック戦で2得点を決める（試合は2-0の勝利）など調子を上げ、2011年1月22日、ストーク・シティ戦でさらに2得点を決め、一時的に降格圏に居たチームを中位へ抜け出させた。3月19日、リーグ戦10点目となるゴールを決め、ブライアン・マクブライドが2005-06、2006-07シーズンに記録した9点を上回る、米国人選手初となるプレミアリーグ二桁得点を記録した。4月27日、ボルトン・ワンダラーズFC戦で2得点をあげ、3-0で勝利。プレミアリーグでの通算得点数を33点とし、それまでブライアン・マクブライドとスティード・マルブランクが保持していたプレミアリーグにおけるフラムFC所属選手の通算得点記録を更新した。これらのゴールも含め、このシーズンは自己最多の12ゴールを決めた。
シーズン終了後、彼はファン投票によりフラムFCのシーズンベストプレイヤーに選出され、またチーム内得点王にもなった。

##### 2011-12シーズン
UEFAヨーロッパリーグプレーオフ第一節、ホームのFCドニプロ戦でシーズン初ゴールを決めた。続く第二節では敵地で2ゴールを決め、3-0の勝利に貢献した。2011年12月5日、ホームのリヴァプールFC戦で85分に決勝ゴールを決め、1-0で勝利した。12月17日、ボルトン・ワンダラーズ戦でヘディングでシーズン5ゴール目を決め2-0の勝利に貢献した。ボクシング・デーに行われたチェルシーFCとのウェスト・ロンドン・ダービーでは同点ゴールを決めた。2012年1月7日に行われたFAカップ3回戦のチャールトン・アスレティックFC戦で自身初のハットトリックを決め、4-0で勝利した。さらに1月21日、ニューカッスル・ユナイテッドFC戦でもハットトリックを決め、シーズン9ゴール目とした（試合は5-2でフラムの勝利）。これにより、プレミアリーグでハットトリックを獲得した史上初の米国人選手となった。2月1日、元チーム監督のロイ・ホジソン率いるウェスト・ブロムウィッチ・アルビオンFC戦でリーグ10得点目、シーズン合計16点目を決めた。ストライカーに近いポジションでプレーするようになって以来好調を保ち、ウルヴァーハンプトン・ワンダラーズFC戦では2得点を決め5-0の勝利に貢献。3月8日、新たな3年契約を結ぶためクラブが本人との会談を開いていたことを監督のマルティン・ヨルが明らかにした。4月7日、ボルトン・ワンダラーズ戦でフリーキックとヘッドでそれぞれゴールを決めリーグ戦15得点とし、シーズン合計では21得点とした(試合は3-0で勝利)。これにより、ルイ・サハが記録したフラムFCにおけるプレミアリーグ1シーズン13点の得点記録を上回った。シーズン終盤にはFWA年間最優秀選手賞の選考でロビン・ファン・ペルシ、ウェイン・ルーニー、ポール・スコールズに次ぐ第4位に選出された。シーズン最後のホームゲームとなったサンダーランドAFC戦ではフリーキックでゴールを決め、プレミアリーグで50ゴールの大台に到達した史上初の米国人選手となった。6月7日、2年連続でファン投票によるクラブのシーズンベストプレイヤーに選出された。8月31日、トッテナム・ホットスパーFCへの移籍をクラブが発表した。

#### トッテナム・ホットスパー
2012年8月31日、600万ユーロの移籍金でトッテナム・ホットスパーFCへ移籍した。背番号は2番。

#### シアトル・サウンダーズ
2013年8月3日、シアトル・サウンダーズへの移籍をクラブが発表した。背番号はトッテナム時代と同じ2番である。

##### フラムへの短期レンタル
12月24日、MLSのオフ期間を利用して、古巣フラムFCに2ヶ月間の短期レンタルが決定した。
2018年8月29日、現役引退を発表。

### 代表

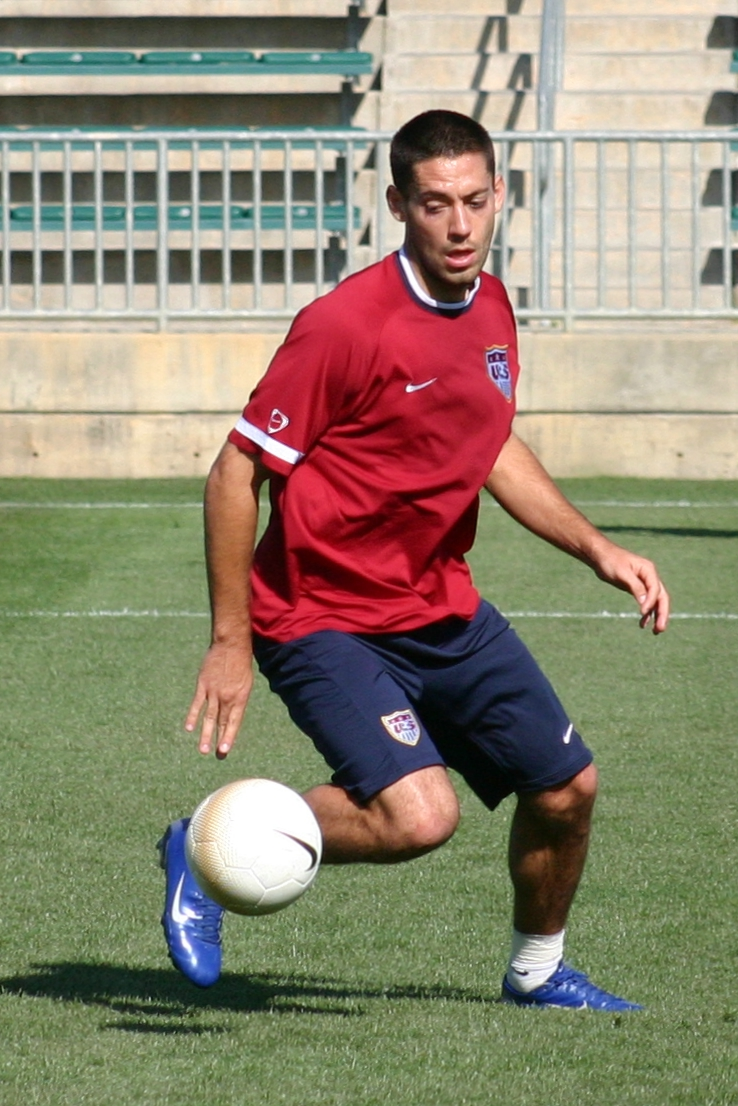
米国代表にて練習するデンプシー。2006年4月。

アメリカ代表としては、2004年11月17日のジャマイカ戦で初出場、2005年5月28日のイングランドとの親善試合で代表初ゴールを記録。2006 FIFAワールドカップではアメリカ代表に選ばれ、グループリーグのガーナ戦ではW杯初ゴールを決めた。2007 CONCACAFゴールドカップにも出場し、グアテマラ戦で決勝ゴールを挙げるなどアメリカの優勝に貢献。FIFAコンフェデレーションズカップ2009ではグループリーグ第3戦のエジプト戦から準決勝のスペイン戦、決勝のブラジル戦と3試合連続でゴールを記録。エジプト戦とスペイン戦では大会選定のマンオブザマッチに選ばれるなど、アメリカの準優勝に大きく貢献。ブロンズボール（最優秀選手賞3位）に輝いた。2010 FIFAワールドカップにも出場。初戦のイングランド戦ではデンプシーのミドルシュートを相手GKのロバート・グリーンがキャッチしそこね、これがチームを引き分けに導く同点ゴールとなり、デンプシー自身も2大会連続ゴールとなった。2014 FIFAワールドカップでは初戦のガーナ戦で開始30秒に先制点を挙げ、自身3大会連続ゴールを達成した。2015 CONCACAFゴールドカップでは7得点を挙げ大会得点王を受賞した。

## 音楽活動
デュース (Deuce) の名でヒップホップミュージシャンとしても活動している。
2006 FIFAワールドカップの前には、サッカーのルーツが労働者階級であることと、アメリカ代表のアピールを目的に、ヒューストンのラッパーであるBig HawkとXOとコラボレーションした楽曲「Don't Tread」がナイキの広告キャンペーンに使用された。楽曲のPV中にはデンプシーの要望で、姉の墓石に花を捧げるシーンが入っている。
2014年9月にはメジャーリーグサッカーの新ロゴマーク発表会で演奏を披露し、アルバムをリリースすることを発表した。

## 代表歴

### 出場大会
- アメリカ代表
  - 2006 FIFAワールドカップ
  - 2010 FIFAワールドカップ
  - 2014 FIFAワールドカップ

### 試合数
- 国際Aマッチ 141試合 57得点（2004年-2017年）[51]

| アメリカ代表 | 国際Aマッチ | 国際Aマッチ |
| 年           | 出場        | 得点        |
| ------------ | ----------- | ----------- |
| 2004         | 1           | 0           |
| 2005         | 13          | 2           |
| 2006         | 9           | 4           |
| 2007         | 13          | 3           |
| 2008         | 10          | 4           |
| 2009         | 14          | 4           |
| 2010         | 8           | 2           |
| 2011         | 14          | 5           |
| 2012         | 9           | 6           |
| 2013         | 10          | 6           |
| 2014         | 9           | 3           |
| 2015         | 10          | 9           |
| 2016         | 10          | 4           |
| 2017         | 11          | 5           |
| 通算         | 141         | 57          |

## 獲得タイトル

### クラブ
シアトル・サウンダーズ
- サポーターズ・シールド：2014
- USオープンカップ：2014
- MLSカップ:2016

### 代表
- CONCACAFゴールドカップ：2005, 2007, 2017

### 個人
- MLSルーキーオブザイヤー：2004
- ホンダ・プレイヤーオブザイヤー：2006, 2011, 2012
- USサッカーアスリートオブザイヤー：2007, 2011, 2012
- フラム・プレイヤーオブザシーズン：2010-11, 2011-12
- コンフェデレーションズカップ・ブロンズボール賞：2009
- コンフェデレーションズカップ・ベストイレブン：2009
- CONCACAFゴールドカップ得点王：2015